# Ford Mustang
Ford Mustang este un automobil fabricat de Ford Motor Company începând cu 1964. Tot atunci Ford introduce clasa de automobile pony car („mașină ponei”).
Mustangul, al treilea nume ca vechime care este și acum produs de Ford, a trecut prin multe schimbări până a ajunge la a cincea generație.
Numele se trage de la avionul de vânătoare P-51 Mustang din Al Doilea Război Mondial, al cărui fan era stilistul mașinii: Pres Harris. O altă propunere de nume a venit, se pare, de la Robert J. Egger, un alt om important în companie. Acesta a primit cadou o carte numită The Mustangs de la care i-ar fi venit ideea numelui. În Germania nu s-a putut folosi numele decât după 1978, până atunci fiind vândut sub numele „T-5”.

## Prima generație (1965–1973)

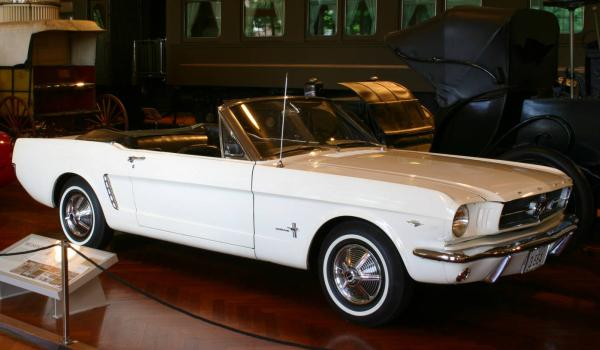
1964 Mustang

Mustangul avea 2 locuri, motorul montat pe mijloc și era o mașină de tip deschis(eng: roadster). Modelul cu 2 locuri a fost înlocuit cu unul de 4 modelat de Joe Oros și echipa lui de designeri, câștigând astfel concursul de design. Un Mustang a apărut și în filmul Goldfinger din seria James Bond, fiind prima apariție într-un film a mașinii(1964). Pentru a reduce costurile de producție s-a apelat la piese comune cu alte modele care erau deja în producție de Ford(modelele Falcon și Fairline). Vânzările au fost neașteptate, peste un milion de bucăți în 18 luni. Motorul de Falcon cu care a fost dotat modelul din '64 avea capacitatea de 2,8 litri și 101 cp dar a fost înlocuit cu unul V8 de 4,7 litri.

## A doua generație (1974–1978)

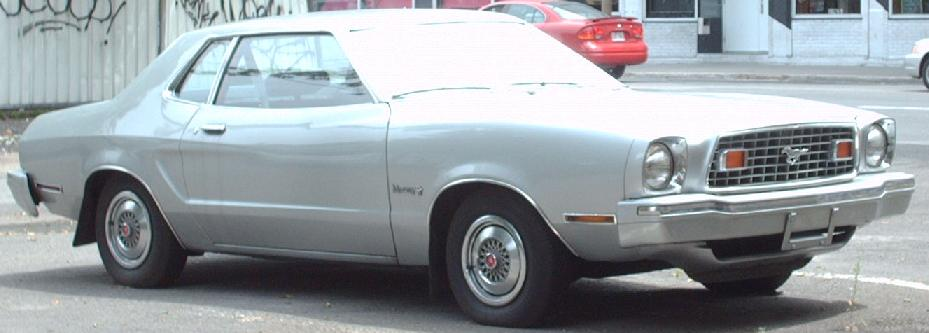
1974–1978 Mustang

Președintele Ford Motor Company a vrut o mașină mai mică și mai eficientă la consumul de combustibil pentru anul 1974. Aceasta se baza pe modelul Pinto de la Ford.
Introducerea noului model chiar înaintea crizei de petrol a putut face față concurenței pentru coupe-urile sport ca Toyota Celica. Oricum vânzările au scăzut față de originalul Mustang. Puterea a fost redusă și greutatea mărită datorită normelor Statelor Unite de poluare și siguranță. Ca opțiune avea un motor de 5L dar și unul economic. 
Ca versiuni au fost: 
- versiunea de bază - Hardtop - 2,3 litri
- 302 - avea capacitate cilindrică de 302 cubic-inch(5 litri)
- Stallion
- Ghia
- King Cobra - ediție limitată

Versiunea de 2,3 litri a fost numită și MPG(miles per gallon) deoarece era o variantă mai economică, consumul era în jur de 10L/100Km în oraș și 6,9L/100Km pe autostradă.

## A treia generație (1979–1993)
A treia generație de mustang a fost construită în 1979, sub conducerea lui Jack Teniac. 
În 1982,a fost reintrodusă versiunea GT. Acesta ar trebuit să fie un model cu performanțe înalte, o adevărată muscle car. Motorul adoptat de către acest model era un Windsor V8 5.0 L cu o putere de 157 CP (134 kW). Transmisia avea patru trepte. Mașina a fost promovată cu sloganul The Boss is Back. De-a lungul anilor, puterea a fost mărită și a atins, în 1987, 225 CP (168 kW).

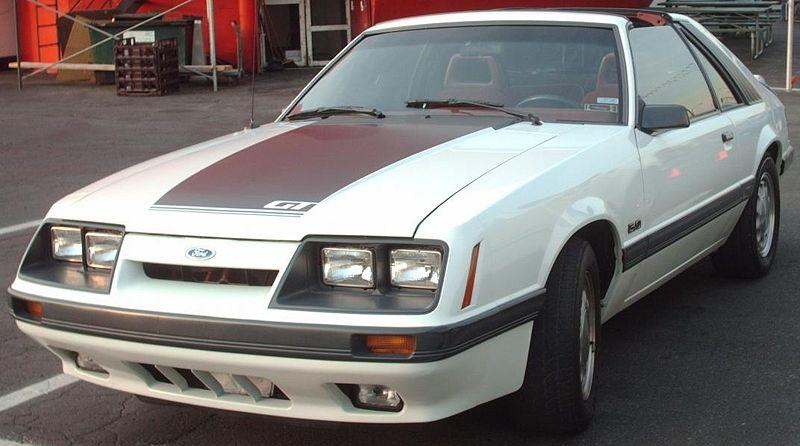
1985-1986 Ford Mustang GT

### Facelift (1987–1993)
De asemenea, în 1987, Mustang-ul a suferit, după opt ani, o importantă restilizare. Această revizuire se referă atât la caroserie cât și la interior.
Popularitatea Mustang-ului a rămas neschimbată în timp, datorită costurilor reduse cat și performanței acestuia. De asemenea, în jurul aceastei mașini sa născut o piață mare pentru piese, care a crescut în popularitate.
La sfârșitul anilor optzeci au început să scadă vânzările de Mustang. Oprindu-se în jurul la 100.000 de unități pe an. 
Ford a anunțat intenția de a opri producția pentru a o înlocui cu modelul Pobe. Cu toate acestea, fanii au inundat Casa cu sute de mii de scrisori pentru salvarea acestui model. 
Astfel, Ford a acordat o șansă suplimentară acestei mașini, dar numai în cazul în care vânzările ar fi rămas la niveluri bune. În caz contrar, producția s-ar fi oprit. 
Când a fost prezentat noul model, care a fost extensiv revizuit, succesul a fost mai mare decât se aștepta și, prin urmare, modelul a fost ținut în producție.

## A patra generație (1994–2004)

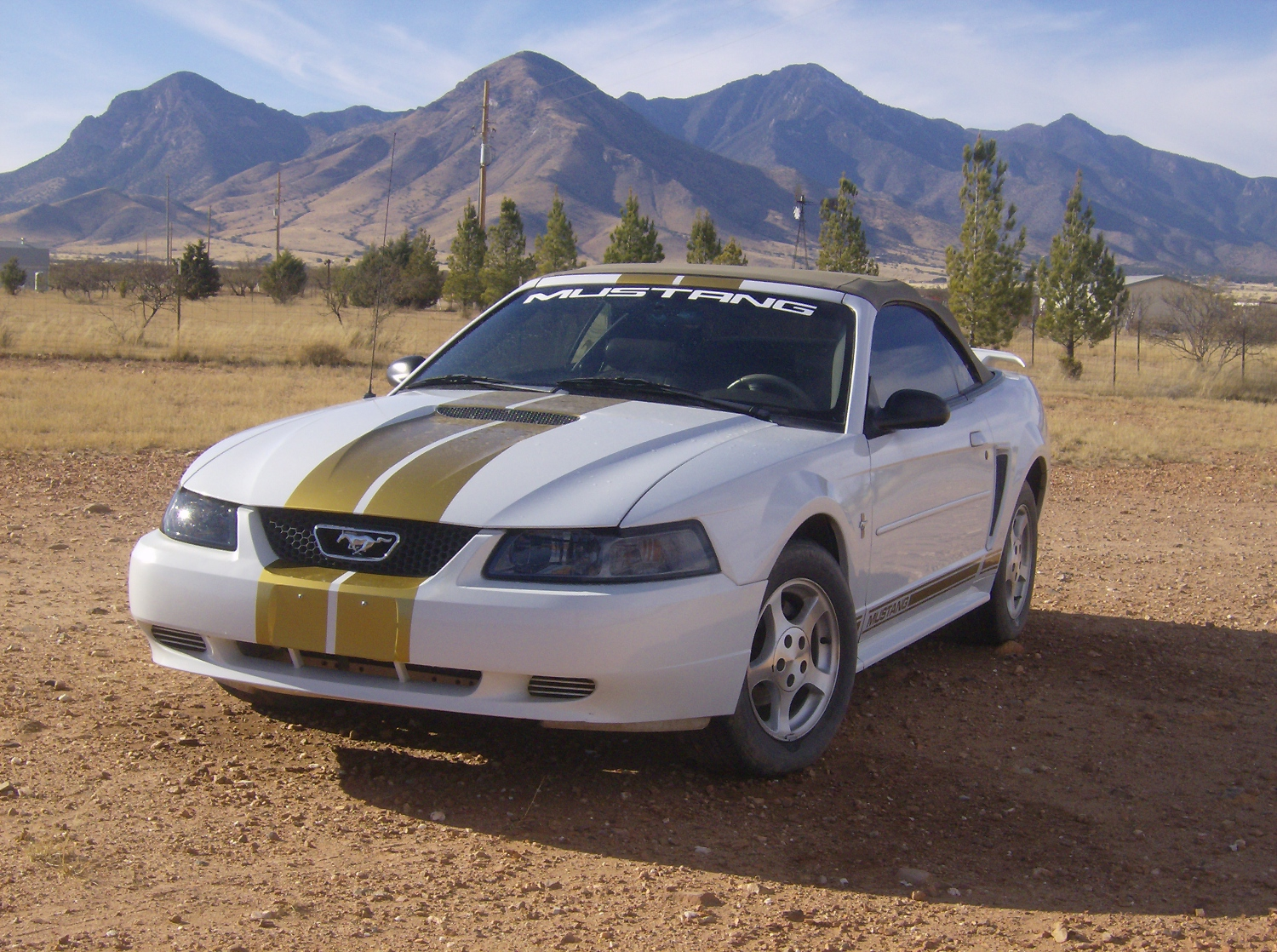
2002 Ford Mustang Decapotabilă

În 1994 Mustang a suferit prima sa reproiectare majoră din ultimii cincisprezece ani. Cu numele de cod "SN-95", de automobile, a fost bazat pe o versiune actualizată a platformei cu tracțiune spate Fox numit "Fox-4". Stilul nou, conceput de către Patrick Schiavone, aveau încorporate mai multe repere de stilizare de la Mustangurile mai vechi. Pentru prima dată din 1974, un model hatchback coupe a fost indisponibil.
Pentru 1999, Mustang a primit o nouă temă de stilizare, cu contururi mai clare, aripi mai mari, cute în caroserie, design interior, și un șasiu ca al modelelor precedente. Motorizările Mustang au fost reportate pentru anul 1999, dar au beneficiat de îmbunătățiri noi. Standardul 3.8 L V6 a avut un nou de sistem de inducție, și a fost evaluat la 190 CP (140 kW), în timp ce Mustang GT de 4,6 l V8 a văzut o creștere în putere la 260 CP (190 kW), ca urmare a unui design nou și altor îmbunătățiri. Au fost, de asemenea, trei modele alternative oferite în această generație: Bullitt, Mach 1, și Cobra.

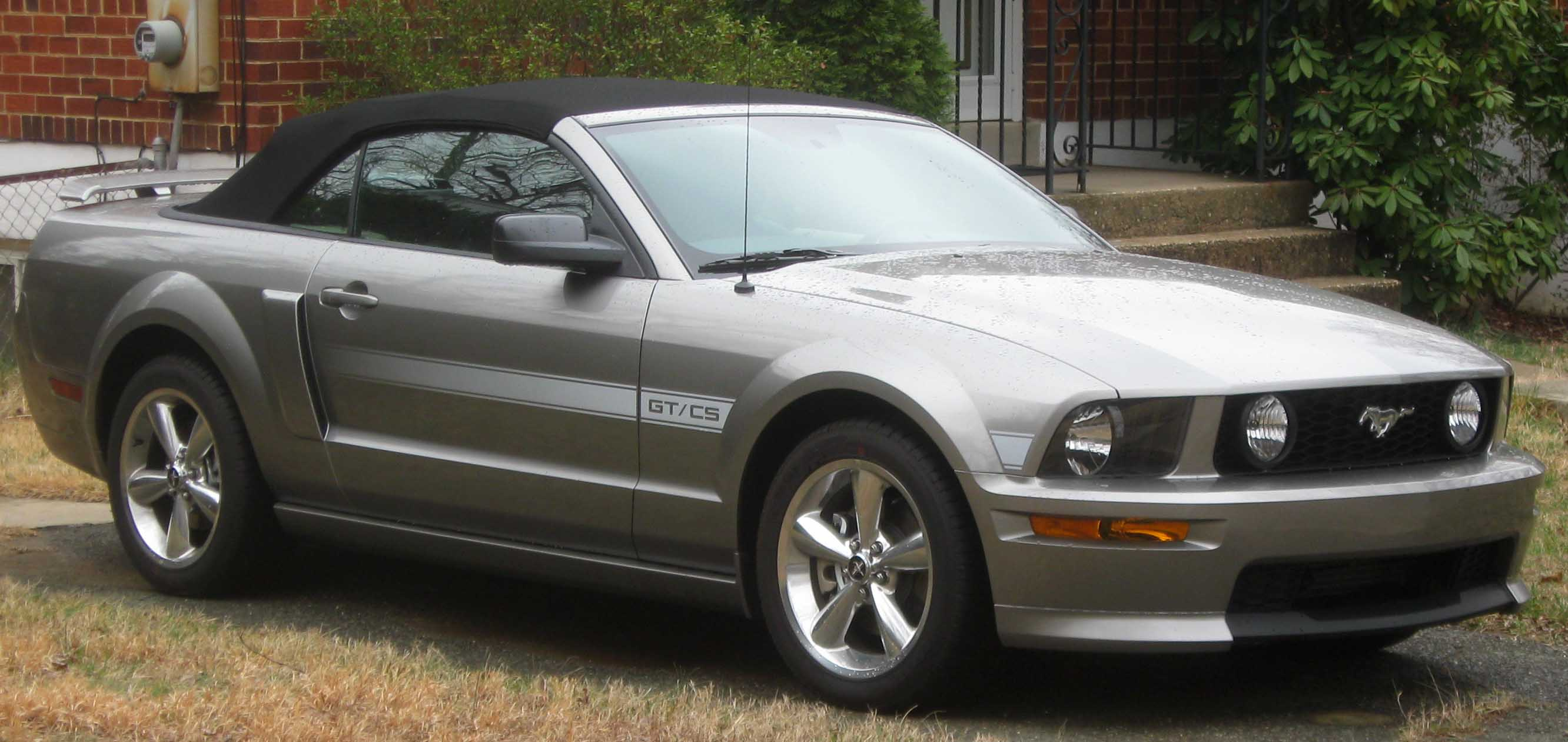
2007–2009 Ford Mustang GT/CS decapotabilă

## A cincea generație (2005–2014)

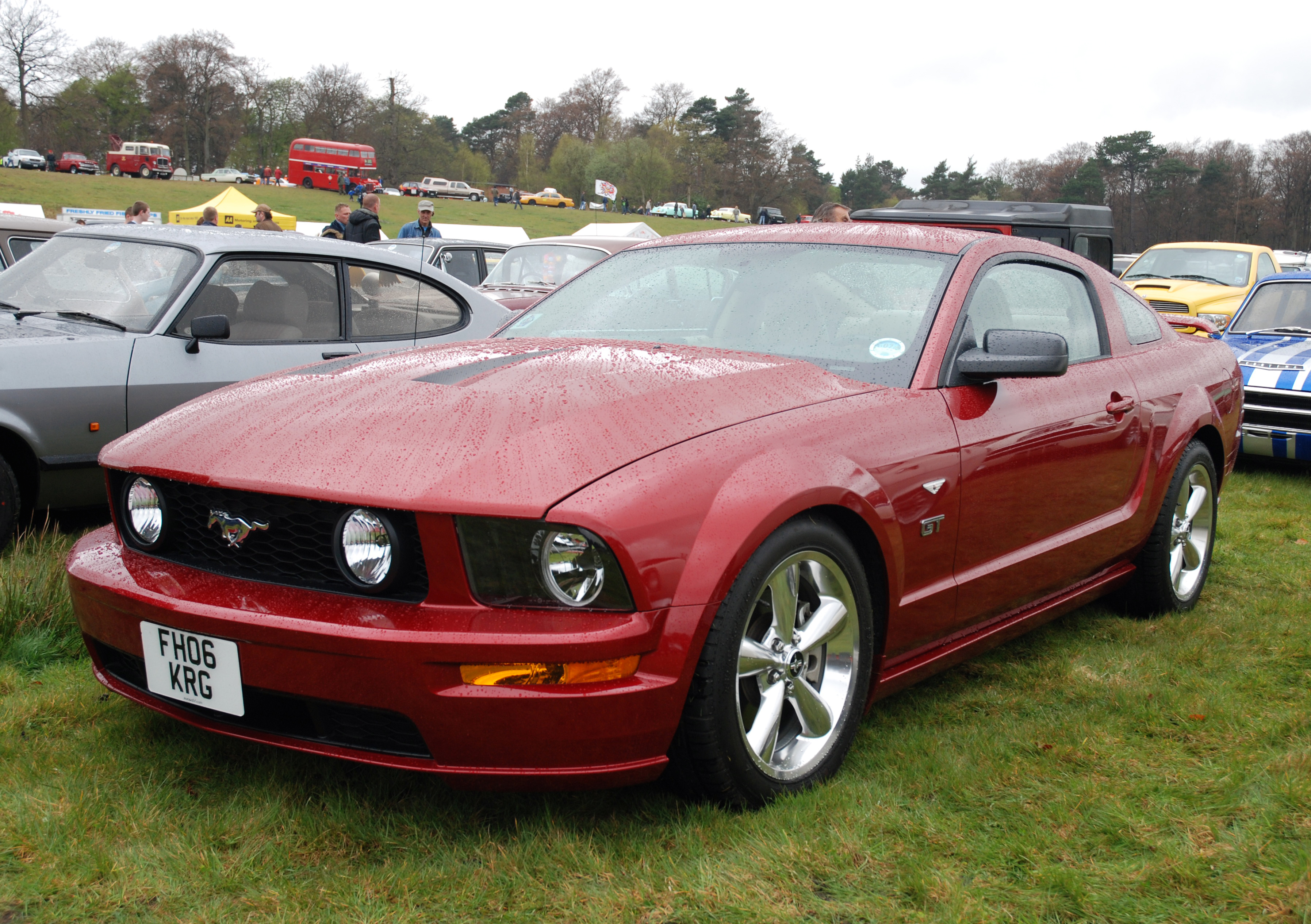

## A șasea generație (2015–prezent)

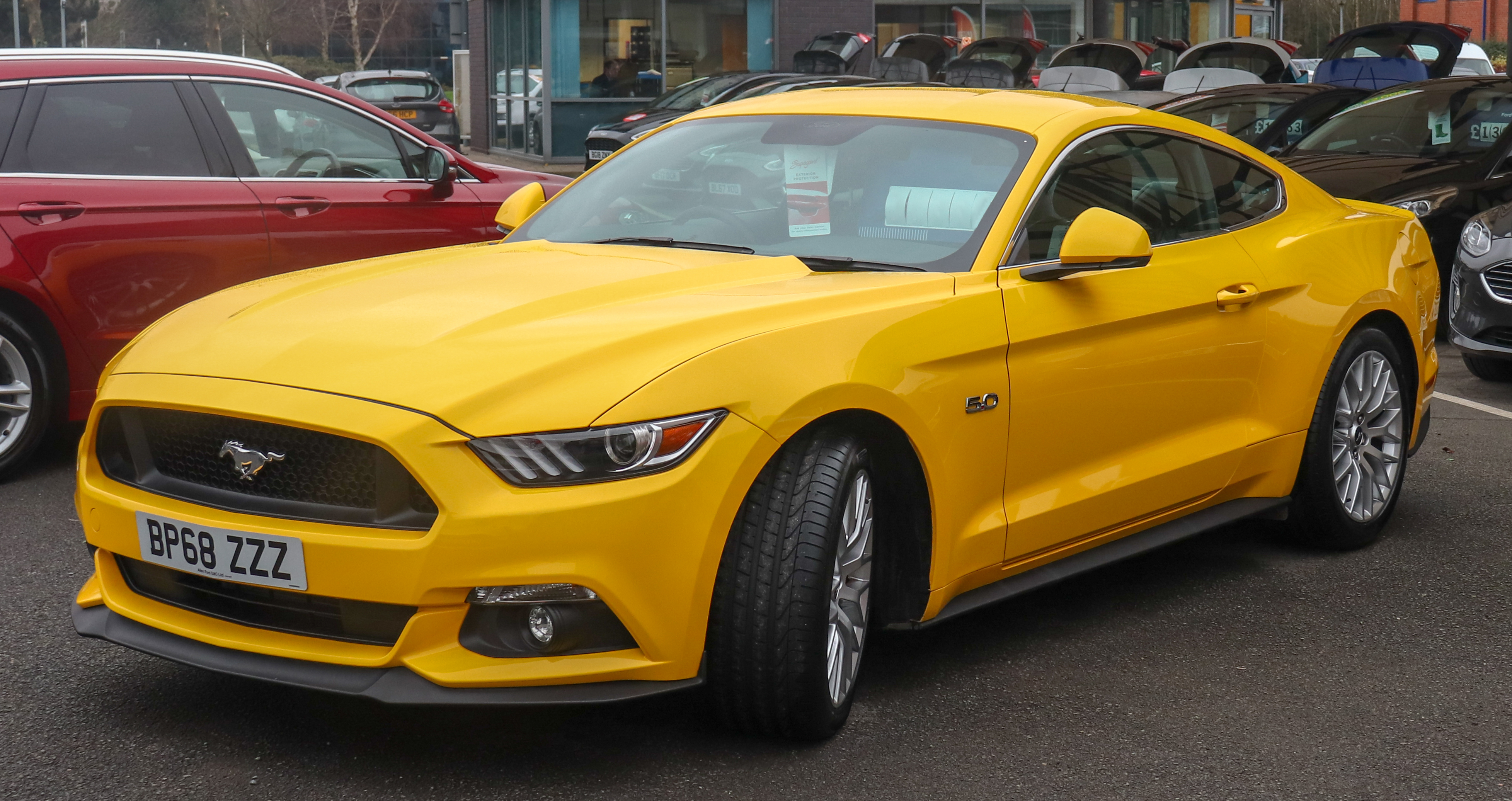